# Chapanay (Argentine)
Pour les articles homonymes, voir Chapanay.
Chapanay est une localité argentine située dans le département de San Martín, province de Mendoza. C'est une région viticole qui comprend une cave artisanale.

## Toponymie
Le nom dérive d'un mot composé de Huarpe : chapac-nay, qui signifie « zone basse » ou « marécageuse » ; en fait, la zone était basse jusqu'à ce que les cultures l'assèchent, et aujourd'hui, elles ne sont préservées que sur les rives du río Mendoza. Selon une histoire non corroborée, Chapanay serait le nom d'un cacique indien ; également, Chapanay serait le nom choisi par une esclave métisse d'une famille de Mendoza, qui s'est échappée avec son bien-aimé et s'est installée sur les rives du río Mendoza et a ensuite servi dans la campagne de Libération.

## Religion
| Archidiocèse | Mendoza                    |
| ------------ | -------------------------- |
| Paroisses    | Asunción de Nuestra Señora |